# 익스트림 OPS
《익스트림 OPS》(영어: Extreme Ops)는 영국, 독일, 룩셈부르크에서 제작된 크리스티앙 뒤게 감독의 2002년 액션 스릴러 영화이다. 데번 사와 등이 출연하였고, 모시 디어만트 등이 제작에 참여하였다.

## 출연
- 데번 사와
- 브리짓 윌슨샘프러스
- 루퍼트 그레이브스
- 루퍼스 슈얼
- 하이노 페르히
- 조 애브설럼
- 야나 팔라스케
- 클라우스 뢰비치
- 장피에르 카스탈디
- 릴리아나 코모로프스카
- 다비트 셸러
- 데틀레프 보테
- 히로 가나가와

## 기타 제작진
- 공동 제작: 프랑크 휘브너, 톰 리브
- 라인 제작: 미하엘 실
- 배역: 페니 페리, 아냐 디어베르크, 수 존스
- 미술: 필립 해리슨
- 의상: 마리아 시커

## 우리말 녹음
MBC 성우진
- 송준석 - 이언 (루퍼스 슈얼)
- 신성호 - 제프리 (루퍼트 그레이브스)
- 박지훈 - 마크 (하이노 페르히)
- 윤성혜 - 클로이 (브리짓 윌슨샘프러스)
- 김용준 - 사일로 (조 애브설럼)
- 최한 - 윌 (데번 사와)
- 김아영 - 키티 (야나 팔라스케)
- 김태훈
- 최성우
- 김호성
- 최석필
- 이상훈
- 방성준
- 이원찬
- 정재헌
- 조현정